# Tomos APN 4
Tomos APN4 je kolo z motorjem proizvajalca Tomos, s katerim se je v 80. letih dvajsetega stoletja vozila večina mladine. Nasledil je predhodno verzijo APN-4, v več različicah so motocikle serije APN 4 izdelovali med letoma 1970–1984.  

## Zgodovina
Tomosovo kolo z motorjem APN 4 je bilo zadnje, ki je po videzu spominjalo na Puch MS 50. Prve izvedbe štiric iz 70. let (npr Colibri 
A-0S in A-0N), so imele poleg okvirja in rezervoarja za gorivo tudi prednje vilice z žarometom Puchove zasnove. Opremljene so bile s pedali.

## Različice
- Tomos APN 4
- Tomos APN 4/4 H
- Tomos APN 4K/KS
- Tomos APN 4 T
- Tomos APN 4 M
- Tomos APN 4 MS
- Tomos PTT 77

## Predelave
Največja tovarniška hitrost naj bi bila 48 km/h, vendar se je veliko lastnikov odločilo za nelegalne predelave. Primer takšne predelave je bila t.i. »primorska štirka« s krmilom motokrosa, s kromiranim rezervoarjem, drugačnim prednjim blatnikom in z navitim agregatom. Z izpuhom ter uplinjačem 15-ice, s 5 prestavami in skrajšanim zadnjim blatnikom so primorske štirke dosegale 75 km/h. Lastniki so nanje včasih namestili še manjšo zadnjo lučko (jajček). Namesto pnevmatik proizvajalca Sava so primorske štirke največkrat imele pnevmatike Pirelli, Mandrake ali Michelin.